# 广东河流列表
广东境内多为山地，有利于河流的形成。全境共有大小河流1343条，各河流累计长度超过2.5万多千米，其中的珠江为中国南方的最大河流，支流众多，水量丰沛。大多数河流流量大、含沙量小、汛期长、终年不冻、水力资源丰富也非常丰富，许多河流建有电站大坝。
以下列舉全部或部分在廣東省境內的河流，並依照流域由西向東排列；支流則由河口至源頭排序。

## 珠江口以西諸河流域
- 洗米河
- 高桥河
- 卖皂河
- 青平河
- 息安河
- 九洲江（上游位於廣西境內）
  - 沙鏟河：上游稱長山河。
- 杨柑河
- 乐民河
- 江洪河
- 企水河
- 龙门河
- 金竹河
- 土贡河
- 英利河
- 迈陈河
- 大水桥河
- 博赊河
- 北腊河
- 北松河
- 三河
- 那板河
  - 锦和河
- 青桐水
- 调风河
- 溪南河
- 南渡河：又名擎雷水。
  - 松竹河
  - 公和水
  - 郎武河
  - 合兴溪
- 那郁河
- 旧县河
- 遂溪河
  - 文车河
  - 官渡河
- 乌坭河
- 鉴江
  - 袂花江
    - 秦村河

  - 羅江：跨省河流，上游位於廣西境內
    - 平定水
    - 播扬河
      - 陵江

  - 曹江
  - 大井河：又名東岸河。
- 寨头河
- 麻岗河
- 寨头河
- 马店河
- 儒洞河
- 白石河
- 龙潭河
- 洋边河
  - 盐洲河
  - 九姜河
  - 墩溪河
- 那达河
- 草尾洋河
- 漠阳江
  - 那龍河
  - 石河
  - 大八河
  - 青冲河
  - 潭水河
    - 乔连河
    - 三甲河

  - 轮水河
    - 莲塘河

  - 罂煲河
  - 蟠龙河
  - 高流河
  - 西山河
  - 云廉河
    - 那乌河
    - 马堂河

  - 那座河
  - 圭岗河
  - 拖荒河
  - 大河
  - 铁垌冢河
  - 硖石河
  - 铜锣湾河
- 三合河
- 那琴河
- 那扶河
  - 深井水
- 大隆洞河
  - 镇口河
  - 斗山河
  - 端芬河
- 都斛河
- 黄泥河
- 潭江：下游為崖門水道。
  - 江門水道（西江分流）
  - 甜水坑
    - 钳口坑

  - 横水坑
  - 古井冲
  - 下沙河
  - 银洲湖
  - 会城河
  - 田金河
  - 沙冲河
    - 西冲河
    - 邹边河
    - 司中河
    - 电排河

  - 田边河
  - 址山河
  - 新桥水
  - 公益水
    - 水步水

  - 苍江
    - 镇海水
      - 开平水
        - 曲水

      - 泗合水
      - 靖村水
      - 表村河

  - 台城河
  - 新昌水
  - 泥海河
  - 白沙水
  - 蚬岗水
  - 莲塘水
    - 儒岗海

  - 太平河
  - 三山河
  - 良西河
  - 长安河
  - 公仔河
  - 朗仔海
  - 单竹河
  - 蓢底水
  - 阵湾河
  - 水仔

## 珠江流域
- 虎跳門水道（西江分流）
- 雞啼門水道（西江分流）－黃楊河－泥灣水道
- 磨刀門水道（西江分流）
- 馬驪洲水道（磨刀門水道分流）
- 橫門水道（珠江分流）
- 洪奇門水道（珠江分流）
- 蕉門水道（珠江分流）
- 珠江：下游為虎門水道。
  - 东江
    - 黃村河
      - 葉潭河

    - 增江
    - 石馬河
    - 西枝江
      - 淡水河
      - 梁化河
      - 安墩河

    - 公莊河
    - 秋香江
    - 義容河
    - 柏埔河
    - 新丰江
      - 船塘河
        - 忠信河

      - 大席河
      - 連平河
        - 雙頭河

    - 康禾河：又名紅崗水。
    - 浰江
      - 貝墩水：又名魚潭江。
      - 和平河

    - 定南水
      - 老城河：跨省河流，下游為廣東、江西界河，上游位於江西境內。

    - 尋烏水：跨省河流，上游位於江西境內
      - 篁鄉河：又名渡田河。
      - 龍圖河

  - 流溪河
    - 白坭河

  - 北江
    - 綏江
      - 龍江
      - 古水河
      - 永固河
      - 鳳崗河
        - 桃花水

      - 馬寧水

    - 漫水河
    - 源潭河（潖江分流）：又名龍塘河。
      - 銀盞河
      - 迎咀河

    - 濱江
    - 潖江
      - 源潭河（分流入北江）

    - 連江
      - 水邊河
      - 竹田河
      - 黃洞河
      - 波羅河
      - 青蓮水
      - 七拱河
        - 沙河

      - 洞冠水
      - 三江河
        - 太保河

      - 東陂河
      - 星子河
        - 保安水
          - 帶田水

        - 黃橋水

    - 滃江
      - 煙嶺河：又名小江河。
      - 橫石水
      - 青塘水
      - 周陂水
      - 貴東水：又名東水。
        - 陂頭水

      - 壩仔水

    - 馬壩河
    - 南水
      - 龍歸水

    - 武江：跨省河流，上游位於湖南境內。
      - 新街水
      - 楊溪河
      - 廊田河：跨省河流，上游位於湖南境內。
      - 田頭水：跨省河流，上游位於湖南境內。
      - 章水：又名白沙水，跨省河流，上游位於湖南境內。
      - 宜章河：跨省河流，上游位於湖南境內。
      - 長樂水：跨省河流，上游位於湖南境內。

    - 湞江
      - 楓灣河
      - 錦江：又名仁化河，跨省河流，上游位於湖南境內
      - 百順水
      - 墨江
        - 羅壩水

      - 凌江

  - 西江
    - 高明河
    - 宋隆水
    - 新興江
      - 南盛河
      - 大南河
        - 共成河
        - 集成河

    - 大逕水
    - 悅城河
    - 馬圩河
    - 罗定江
      - 白石河
      - 圍底河
        - 船步河

      - 榃濱河
      - 泗綸河
      - 羅鏡河

    - 賀江：跨省河流，上游位於廣西境內
      - 東安江：跨省河流，上游位於廣西境內
      - 漁澇河
        - 杏花河
        - 黃崗河

      - 金裝水
      - 大寧河
        - 大灘河：跨省河流，下游位於廣西境內

    - 潯江
      - 北流江
        - 黃華河：跨省河流，下游位於廣西境內

## 珠江口以東諸河流域
- 黃江
- 螺河
- 龍江：上游稱龍潭河。
- 榕江
  - 南河
- 韩江
  - 汀江：跨省河流，上游位於福建境內
  - 梅江
    - 石窟河
    - 寧江：跨省河流，上游位於江西境內

## 珠江水系以外
以下依出海口位置由南向北列出主要河流，括號內為出海口所屬行政區：

### 粵西
- 九洲江（湛江市）
- 雷州青年運河（湛江市）
- 南渡河（湛江市）
- 遂溪河（湛江市）
- 鑑江（湛江市）
- 儒洞河（茂名市、陽江市）
- 上洋河（陽江市）
- 漠陽江（陽江市）
- 那扶河（江門市）
- 蓬江（江門市）
- 潭江（江門市）

### 粵東
- 深圳河（深圳市、香港）
- 赤石河（汕尾市）
- 大液河（汕尾市）
- 黃江（汕尾市）
- 螺河（汕尾市）
- 烏坎河（汕尾市）
- 龍江（揭陽市）
- 練江（汕頭市）
- 榕江（汕頭市、揭陽市）
- 韓江（汕頭市）
- 黃岡河（潮州市）